# رایان بالداچینو
رایان بالداچینو (انگلیسی: Ryan Baldacchino؛ زادهٔ ۱۳ ژانویهٔ ۱۹۸۱) بازیکن فوتبال اهل بریتانیا است.
از باشگاه‌هایی که در آن بازی کرده‌است می‌توان به باشگاه فوتبال ایر یونایتد، باشگاه فوتبال کارلایل یونایتد، باشگاه فوتبال بولتون واندررز، و باشگاه فوتبال بلکبرن روورز اشاره کرد.